# Берегвідейк
Спортивний клуб «Берегвідейк» (угор. SC Beregvidék) — український футбольний клуб з міста Берегового Закарпатська область. Володар Кубка ААФУ 2010.

## Історія

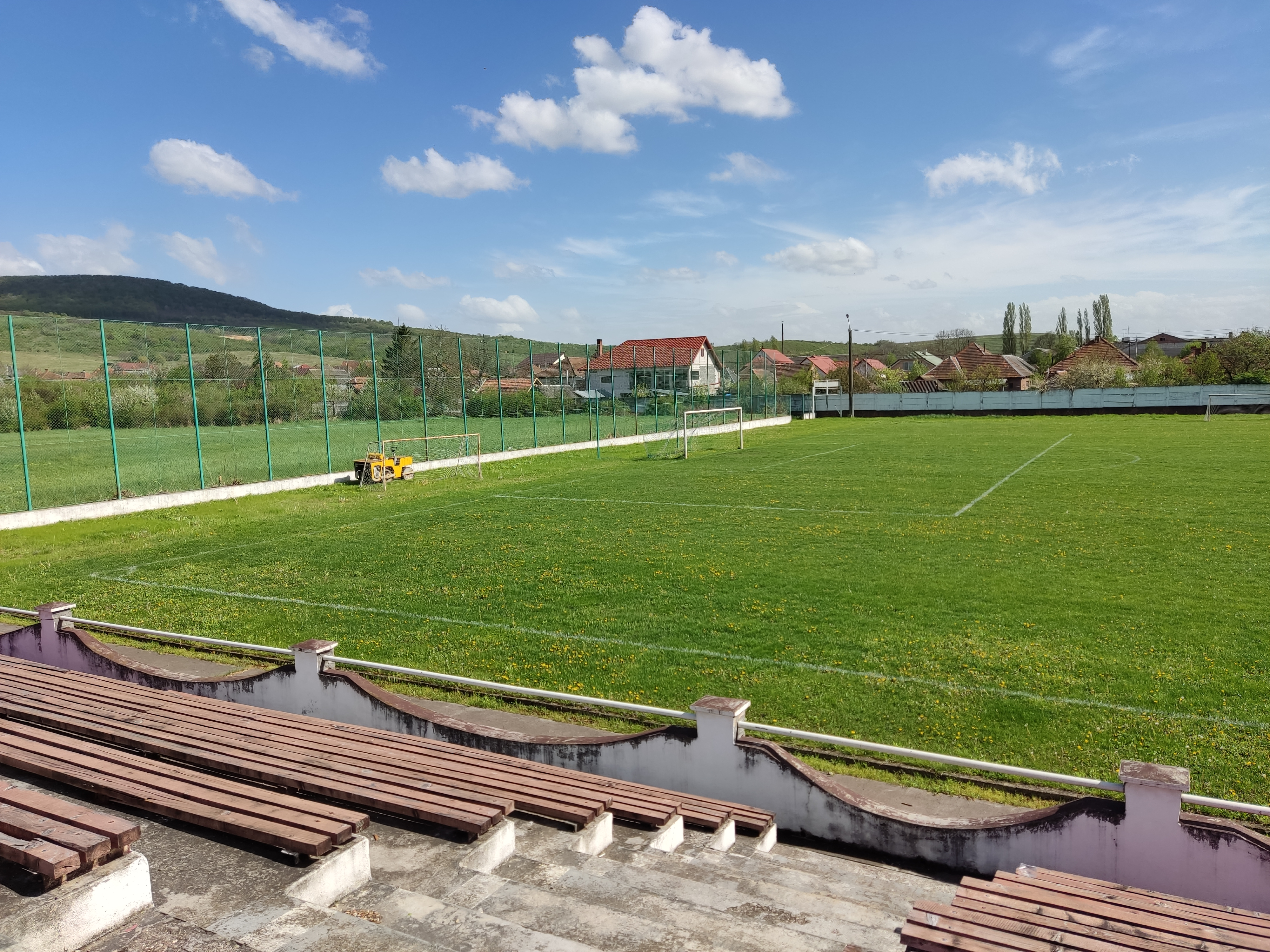
Стадіон «Дружба»

За деякими даними перша гра з футболу у Береговому була проведена 1896 року при клубі «БАК» (Берегівський атлетичний клуб).
У 1911 році уже було 3 команди: «БСК», «Уніон», «Прагнення» («Стремление»).
1930 року організовано «Beregszászi Futball és Tenisz Club» (Берегівський футбольний і тенісний клуб). Разом з командою «БФТК» існувала ще одна команда — «БМШЕ» («ВМЗЕ»). За колектив грав, зокрема Бела Ортутай, що потім перейшов до «Ференцвароша» (Будапешт) і став чемпіоном країни в сезоні 1939/40. У сезоні 1939/40 команда БФТК фінішувала на 15 місці серед 16 команд у регіональній угорській лізі.
У 1945 році команду «БФТК» перейменували на «Верховину», а «БМШЕ» — на «Червону зірку».
З 1946 року команда носила назву «Більшовик» Берегове
З 1951 року — назва «Колгоспник» Берегове, колектив виборов Кубок Союзу серед колгоспних команд.
1962 року «Кооператор» став чемпіоном «Закарпаття».
З 1989 року команда називалася «Дружба».
З 1996 року Берегівська команда змінила назву на «Віжибу», стала володарем суперкубка.
З 1998 року перейменована на «Лінет» і стає дворазовим чемпіоном області.
З 2002 року знову нова назва — СК «Берегово». Чемпіон району, володар суперкубка.
З 2007 року перейменована на «Берегвідейк».
У 2011 році бере участь у розіграші Кубка України.